# Evarcha chappuisi
Evarcha chappuisi là một loài nhện trong họ Salticidae.
Loài này thuộc chi Evarcha. Evarcha chappuisi được Roger de Lessert miêu tả năm 1925.